# Тойохасівський технологічний університет
Тойохасівський технологічний університет (яп. 豊橋技術科学大学, とよはしぎじゅつかがくだいがく; англ. Toyohashi University of Technology) — державний університет у Японії. Розташований за адресою: префектура Айті, місто Тойохасі, квартал Темпаку, мікрорайон Хібаріґаока 1-1. Відкритий 1976 року.

## Факультети
- Інженерно-технічний факультет (яп. 工学部)

## Аспірантура
- Інженерно-технічна аспірантура (яп. 工学研究科)